# Andre Toussaint
Andre Toussaint (26 agosto 1981) è un ex calciatore trinidadiano, di ruolo attaccante.